# Estrela do Mar Foot-Ball Club
O Estrela do Mar Foot-Ball Club  é um clube brasileiro de futebol extinto, da cidade de Fortaleza, capital do estado de Ceará, sendo o time dos marinheiros do cais do porto.
Seu presidente era Fernando Nunes Carneiro, no dia 28 de setembro de 1939, no jogo contra o Ferroviário, realiza o primeiro jogo noturno do estado do Ceará.

## Uniforme
O uniforme era composto por uma camisa verde com gola amarela, com short branco e meiões brancos.

### Participações no Campeonato Cearense da Primeira Divisão
| Ano  | Posição |
| 1937 | 6º      |
| 1938 | 6º      |
| 1939 | 2º      |